# Maria de Wilde

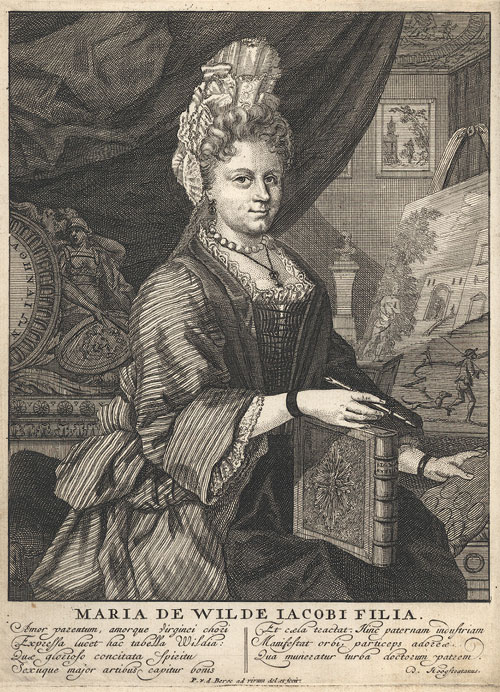

Maria de Wilde (Amsterdam, 7 januari 1682 - Amsterdam, begraven 11 april 1729) was een Nederlands schilderes en dichteres. Het kunstkabinet van haar vader, Jacob de Wilde (hoofdcommies bij de Admiraliteit van Amsterdam), was destijds zeer bekend. Omdat tsaar Peter de Grote op bezoek kwam om het kunstkabinet te bewonderen, maakte zij een gravure, die zij bij een tweede bezoek aan hem cadeau deed.
De Wilde was getrouwd met Gijsbert de Lange, een commandeur-kapitein bij de Admiraliteit van Amsterdam.